# Georgeoplax
Georgeoplax is een geslacht van kreeftachtigen uit de klasse van de Malacostraca (hogere kreeftachtigen).

## Soort
- Georgeoplax glabra (Baker, 1906)